# 米倉里矩
米倉 里矩（よねくら さとのり）は、江戸時代中期の大名。武蔵国金沢藩2代藩主。六浦藩米倉家5代。

## 略歴
享保18年（1733年）8月6日、初代藩主・米倉忠仰の長男として誕生。母は堀井氏娘（香雲院）。
享保20年（1735年）5月18日、父の死去により家督を継いだ。忠仰の実兄で伯父・柳沢吉里より偏諱を受けて里矩と名乗る。しかし、里矩の年齢を9歳と詐称していたことが判明したため、幕府は重臣らを柳沢吉里に預けるなどの処罰を行った。年齢詐称は、里矩があまりに幼少であったことから、家督相続を幕府に認められないことを恐れたためと考えられる。延享3年（1746年）3月に9代将軍・徳川家重に御目見したが、寛延2年（1749年）3月6日に17歳で死去した。
子が無かったため、養子・昌晴（米倉昌倫の次男）が跡を継いだ。

## 系譜
父母
- 米倉忠仰（父）
- 香雲院 ー 堀井氏、側室（母）

養子
- 米倉昌晴 ー 米倉昌倫の次男